# Kermadekovy ostrovy

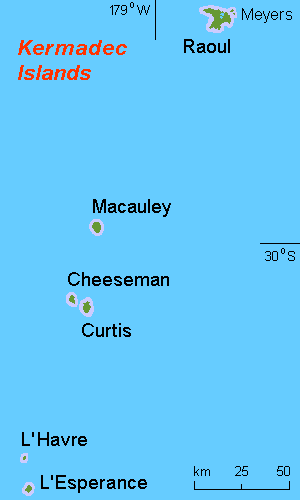
Mapa

Kermadekovy ostrovy (někdy také Kermadecké ostrovy) je skupina šesti sopečných ostrůvků (tzv. ostrovní oblouk) v jižní části Tichého oceánu v polovině cesty mezi státy Nový Zéland a Tonga. Rozloha souostroví je 33 km², z toho celých 29 km² připadá na největší ostrov Raoul (také zvaný Nedělní ostrov), kde se nachází i nejvyšší hora, 516 m n. m. vysoká Moumoukai Peak. Další ostrovy jsou Macauley, Curtis, Nugent, L'Esperance Rock a L'Havre Rock. V současnosti jsou ostrovy obydleny zhruba deseti zaměstnanci meteorologické stanice, turisté mají na ně zakázán vstup. Administrativně jsou Kermadekovy ostrovy přidruženým územím Nového Zélandu.

## Historie
Na ostrovech se usazovali Maoři už od 10. století, ale když je roku 1788 objevil francouzský kapitán Jean-Marie Huon de Kermadec, byly neobydlené. V průběhu 19. století se na ostrovech pokoušeli usadit různí dobrodruzi, ale v roce 1937 bylo souostroví prohlášeno za chráněné území a lidé i domácí zvířata byli vystěhováni.

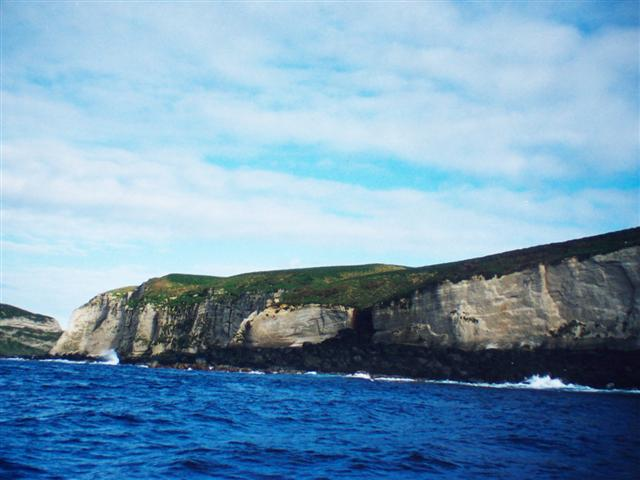
Pohled na ostrov Macauley

## Přírodní podmínky
Ostrovy mají subtropické klima, teploty se pohybují od 16 °C do 23 °C. Ročně zde spadne průměrně 1500 mm srážek. Zdejší vegetace zahrnuje množství endemických druhů, jako je pohutukawa. Východně od ostrovů se nachází Kermadecký příkop, jedno z nejhlubších míst světového oceánu.